# Réserve partielle de Pama

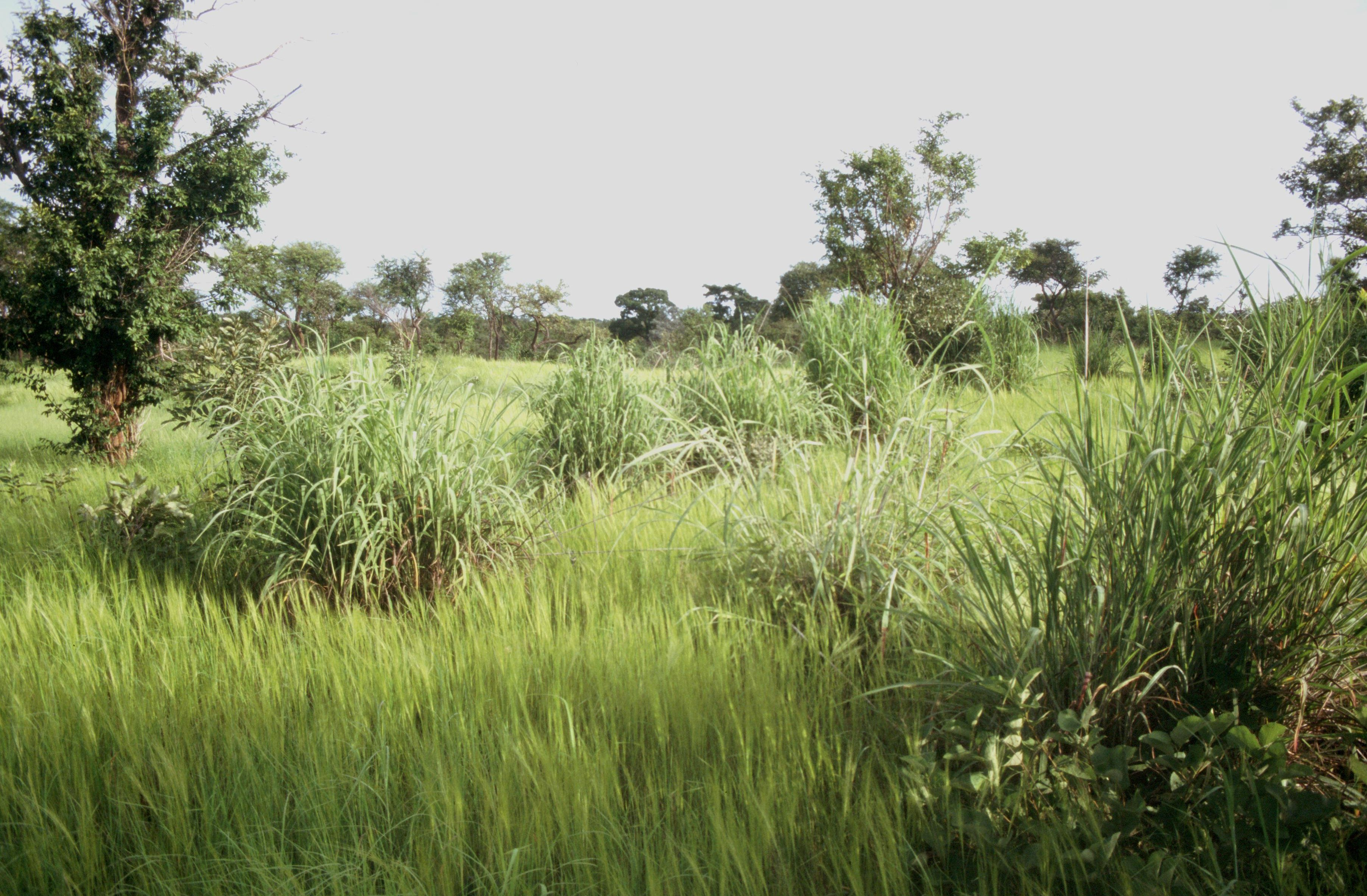
Réserve partielle de Pama – typowy krajobraz

Réserve partielle de Pama – rezerwat przyrody w południowo-wschodnim Burkina Faso przy granicy z Beninem, obejmuje obszar 2235 km². Na jego wschodnich krańcach położony jest Park Narodowy Arly. Występuje tu typowa dla strefy Sudanu roślinność sawannowa. Żyje tu wiele zagrożonych wymarciem gatunków zwierząt, m.in. słonie, hipopotamy, lwy i lamparty.